# Toyota Land Hopper

## Présentation
Le constructeur a dévoilé la silhouette du Land Hopper lors de la révélation du Toyota Land Cruiser Prado (J250) en août 2023 dont il s'inspire pour son design.
La Toyota Land Hopper est présentée officiellement au salon de Tokyo 2023.

## Concept car
La Toyota Land Hopper est préfigurée par le concept car Toyota Compact Cruiser EV présenté en décembre 2021. Celui-ci a été récompensé du Car Design Award dans la catégorie concept car en juin 2022.